# Standard FK
Standard FK was een Azerbeidzjaanse voetbalclub uit de Sumqayıt.
De club werd opgericht als Standard Bakoe speelde in 2006/07 voor het eerst in de tweede klasse en werd daar meteen kampioen zodat de club in 2007/08 in de hoogste klasse speelt. De eerste twee seizoenen eindigde Standard in de middenmoot. In 2009 verhuisde de club naar Sumqayıt. In het seizoen 2009/10 eindigde Standard op de voorlaatste plaats en degradeerde het naar de tweede klasse. Na dit seizoen werd de club ontbonden.